# Atelier Memorial „Aurel Popp”
Atelier Memorial „Aurel Popp” este un muzeu județean din Satu Mare, amplasat în Str. Aurel Popp nr. 13. Atelierul se află într-o clădire construită de pictorul sătmărean Aurel Popp (1879-1960), între anii 1934 - 1935 și care a funcționat ca atelier de creație până la moartea artistului, în 1960. După această dată, clădirea a fost folosită ca depozit de materiale de construcții. Între 1998 - 2000 clădirea a fost restaurată, după acestă dată aici ființând Atelierul Memorial Aurel Popp, în care sunt expuse lucrări de pictură, sculptură, grafică, fotografii, cărți, documente, obiecte personale, mobilier.
Casa este clasată ca monument istoric, cu codul SM-II-m-B-05298.